# Lido Pimienta
Lido María Pimienta Paz (Barranquilla, 22 de setembro de 1986) é uma cantora, compositora e produtora musical colombo-canadense. Ela conquistou notoriedade com seu álbum de 2016, La Papessa, que venceu o Polaris Music Prize em 2017. Em 2020, lançou seu terceiro álbum, Miss Colombia, que foi indicado ao Grammy Latino de 2020 e ao Grammy Awards de 2021 nas categorias Melhor Álbum de Música Alternativa e Melhor Álbum Latino de Rock, Urbano ou Alternativo, respectivamente. Sua música incorpora uma ampla variedade de elementos e influências, incluindo estilos musicais indígenas e afro-colombianos como cúmbia e bullerengue, além de synthpop contemporâneo e música eletrônica.

## Biografia
Lido María Pimienta Paz nasceu no dia 22 de setembro de 1986 em Barranquilla, na costa norte da Colômbia. Começou a tocar aos onze anos, em uma banda de heavy metal, da qual era a integrante mais jovem. Mais tarde, Pimienta emigrou para o Canadá, estabelecendo-se em London, Ontário, antes de se mudar para Toronto, onde está atualmente radicada. Seu pai morreu quando ela tinha seis anos.

## Carreira
Pimienta lançou seu álbum de estreia, Color, no MySpace em 2010. O álbum foi produzido por Michael Ramey, marido de Pimienta na época, e foi publicado pela gravadora estadunidense Kudeta. Após a separação do casal, Pimienta aproveitou para se formar em crítica de arte, além de aprender mais sobre produção musical, antes de lançar seu segundo álbum, La Papessa, em 2016. Naquele mesmo ano, também colaborou com a dupla de musica eletrônica A Tribe Called Red em várias faixas do álbum We Are the Halluci Nation.
Após o lançamento de seu álbum experimental La Papessa, que foi auto-produzido por Pimienta, ganhou o prêmio de cinquenta mil dólares no Polaris Music Prize de 2017, um dos mais importantes prêmios da indústria musical canadense. O jornal The Globe and Mail se referiu a Lido como "o futuro do rock and roll canadense", e a nomeou "artista do ano".

## Vida pessoal
Pimienta se identifica como uma pessoa queer. Ela tem ascendência mista afro-colombiana e wayuu. Ela é mãe solteira.

## Discografia
- Color (2010)
- La Papessa (2016)
- Miss Colombia (2020)

## Prêmios e indicações
| Ano  | Associação          | Categoria                                          | Trabalho indicado | Resultado | Ref.   |
| ---- | ------------------- | -------------------------------------------------- | ----------------- | --------- | ------ |
| 2017 | Polaris Music Prize | Polaris Music Prize                                | La Papessa        | Venceu    | [ 11 ] |
| 2020 | Polaris Music Prize | Polaris Music Prize                                | Miss Colombia     | Indicado  | [ 12 ] |
| 2020 | Grammy Latino       | Melhor Álbum de Música Alternativa                 | Miss Colombia     | Indicado  | [ 13 ] |
| 2021 | Grammy Awards       | Melhor Álbum Latino de Rock, Urbano ou Alternativo | Miss Colombia     | Indicado  | [ 14 ] |
| 2021 | Juno Awards         | Capa de Álbum do Ano                               | Miss Colombia     | Indicado  | [ 15 ] |